# Acto de violencia en una joven periodista
Acto de violencia en una joven periodista es una película uruguaya de 1988 escrita, dirigida, montada y musicalizada por Manuel Lamas. Lanzada en VHS, fue la primera película que se ha dado a conocer de Lamas como director y con el paso de los años se transformó en una película de culto del cine de Uruguay. Debido a su baja calidad, tanto en el montaje, la edición, así como en la actuación de sus intérpretes, es considerada por algunos como «la peor película del cine uruguayo».

## Argumento
Una joven periodista de radio está escribiendo una tesis sobre la violencia. Un joven sigue sus pasos para vengarse de que su madre lo abandonó para irse con un señor que la periodista le presentó.

## Reparto
- Blanca Giménez como Blanca
- Vittorio Maganza como Bebote
- Gabriela Novasco como Gabriela
- Carlos Regueiro como Carlos
- Venus Suárez como La madre

## Realización
Acto de violencia en una joven periodista fue rodada en video y sin equipo de producción. El director, Manuel Lamas, se encargó además de la música y el montaje. Fue financiada por marcas que aparecen en la película como Coca-Cola, Hotel International, Wrangler o AI International. Incluso incluyó marcas de algunas empresas forzosamente y luego exigió dinero de su parte. Además fue financiado por particulares, entre ellos China Zorrilla. Lamas le ofreció un papel al músico Jaime Roos (a quien le había producido su primer concierto), pero este se negó.

## Legado
La película comenzó a volverse un fenómeno de culto durante los años 2010. Siendo distribuida primero en su formato original en VHS y luego en DVD, el filme consiguió un mayor número de seguidores cuando un conocido del director la subió a YouTube en 2013. En 2015, el Festival de Cine Detour organizó una proyección de la película en el Cine Universitario del Uruguay. El mismo festival otorga el premio Manuel Lamas (un homenaje al director del filme) a otras películas experimentales.
Debido a la poca información acerca de su producción, comenzaron a circular rumores relacionados al director, de quien se perdió el rastro durante los años 1990. En 2016, a raíz de la popularidad de Acto de violencia en una joven periodista se conocieron más detalles sobre Manuel Lamas, por ejemplo, que había fallecido en 2004 a los 69 años de edad y que existe otra película del director, realizada durante los años 1990 y titulada La reina de la noche, que fue guardada por su última novia. En 2017 se anunció que iba a ser producido un documental acerca de Lamas y la película, titulado Directamente para video, que trata de seguir los rastros del director mediante entrevistas e investigaciones sobre sus allegados.
La renovada atención que recibió la película también fue de interés para algunos medios y críticos cinematográficos. Juan Pablo Martínez del sitio argentino A Sala llena escribió una reseña en 2018 describiéndola como «inclasificable» y mencionando que «es precaria incluso dentro de los estándares del videofilm». Además agregó que «Lamas logra incluir, por ejemplo, un par de escenas en cámara lenta que logran ser creativas en su primitivismo».